# Napinacz (anatomia)
Napinacz, naprężacz (łac. tensor od tendere – napinać) – mięsień, którego funkcją jest napinanie części ciała lub utrzymywanie jej w stanie naprężenia.
Należą tu m.in.:
- Mięsień napinacz błony bębenkowej (musculus tensor tympani)
- Mięsień naprężacz powięzi szerokiej (musculus tensor fasciae latae)
- Mięsień napinacz podniebienia miękkiego (musculus tensor veli palatini)
- Mięsień napinacz błony lotnej (musculus tensor propatagialis)[4]
- Musculus tensor patagii brevis[5]
- Mięsień napinacz powięzi podramienia (Musculus tensor fasciae antebrachii)[6]
- Musculus stipitolacinalis[7]